# Robertson Stadium
John O'Quinn en Corbin J. Robertson Stadium, a menudo denominado simplemente Robertson Stadium fue un estadio deportivo de fútbol, rugby y fútbol americano en Houston, Texas ubicado en el campus de la Universidad de Houston. 
El estadio fue la casa de los Houston Cougars, equipo de la liga universitaria de fútbol americano, y del Houston Dynamo de la MLS, que comenzó a jugar en la temporada 2006.
El sitio del estadio ahora está ocupado por el actual estadio de fútbol americano de la universidad, el Estadio TDECU.